# Bistum Alajuela
Das Bistum Alajuela (lateinisch Dioecesis Alaiuelensis, spanisch Diócesis de Alajuela) ist eine in Costa Rica gelegene römisch-katholische Diözese mit Sitz in Alajuela.

## Geschichte
Das Bistum Alajuela wurde am 16. Februar 1921 durch Papst Benedikt XV. mit der Apostolischen Konstitution Praedecessorum aus Gebietsabtretungen des Erzbistums San José de Costa Rica errichtet und diesem als Suffraganbistum unterstellt. Am 19. August 1954 gab das Bistum Alajuela Teile seines Territoriums zur Gründung des mit der Apostolischen Konstitution Neminem fugit errichteten Bistums San Isidro de El General ab. Eine weitere Gebietsabtretung erfolgte am 22. Juli 1961 zur Gründung des mit der Apostolischen Konstitution Qui Aeque errichteten Bistums Tilarán. Das Bistum Alajuela gab am 25. Juli 1995 Teile seines Territoriums zur Gründung des mit der Apostolischen Konstitution Maiori Christifidelium errichteten Bistums Ciudad Quesada ab.

## Bischöfe von Alajuela
- Antonio del Carmen Monestel Zamora, 1921–1937
- Víctor Sanabria Martínez, 1938–1940, dann Erzbischof von San José de Costa Rica
- Juan Vicente Solís Fernández, 1940–1967
- Enrique Bolaños Quesada, 1970–1980
- José Rafael Barquero Arce, 1980–2007
- Ángel San Casimiro Fernández OAR, 2007–2018
- Bartolomé Buigues Oller TC, seit 2018